# Maurand de Douai
Saint Maurand de Douai (ou Maurant, Mauront, Morand de Breuil), en latin Maurontus est l'un des saints patrons de Douai. Fête le 5 mai.

## Biographie
Saint Maurant né dans le comté de Ponthieu vers 634.

## Histoire
Quatrième enfant et seul fils de sainte Rictrude de Marchiennes, et d'Adalbaud, seigneur d'Ostrevent, chancelier de Thierry II.
Il est baptisé par saint Riquier. Influencé par la pensée de saint Amand, il devient moine et fonde en 674 le monastère de bénédictins à Breuil ou (Brüel) sur ses terres à proximité de l'actuelle Merville (Maurandville).
En 680, il recueille saint Amé, chassé de son diocèse de Sion par Thierry III. Devant les mérites de l'ancien évêque, il décide de lui confier la direction du monastère de Maurontville (Merville). À la mort de son ami, il reprend la crosse et meurt le 5 mai 701 (ou 702).

En 900, ses reliques sont transférées à l'église Saint-Jacques de Douai et gardées par la collégiale Saint-Amé.

## Sculpture
Une sculpture du XVIIe siècle (hauteur 116 cm) de saint Maurand est en l'église Saint-Jacques de Douai en pierre peinte et dorée. Il est représenté assis les pieds sur un socle, couronné avec dans sa main droite un sceptre et dans sa main gauche une maquette de la collégiale Saint-Amé.

## Source
- Claude Roussel, La Belle Hélène de Constantinople, Droz, Genève, 1998  (ISBN 0-600-00266-7).
- Claude Malbranke, Guide de Flandre et Artois mystérieux, page 91-92, Presse Pocket, Paris, 1966.